# La Cueva (bar)
La Cueva es un bar LGBT con una trayectoria significativa en la vida nocturna de Panamá. Anteriormente conocido como La Madrid, este local se encuentra en el Casco Antiguo de Panamá, cerca de otros bares de moda.

## Historia
La Madrid fue un bar gay ubicado en el Casco Viejo de Panamá, conocido por su entorno marginal y su clientela diversa. Durante la dictadura de Manuel Noriega en los años 1980, La Madrid se convirtió en un punto de encuentro para homosexuales, lesbianas, intelectuales, prostitutas y drogadictos, ofreciendo un espacio libre de riesgos para aquellos que buscaban escapar de las normas sociales y creencias religiosas predominantes.
El bar era descrito como sórdido, estrecho y maloliente, pero proporcionaba un refugio para quienes deseaban interactuar sin temor a ser juzgados. Además de su papel como espacio de socialización, La Madrid también se destacó como uno de los pocos lugares en Panamá donde la inclusión social prevalecía, independientemente de la clase social, el color de piel o el lugar de residencia. Este ambiente de solidaridad en la marginalidad fue característico de muchos espacios LGBT en América Central durante las décadas de 1970 y 1980, como Pandora’s Box y Caché en Guatemala, Oráculos Discoteque en San Salvador y La Avispa en San José.
La historia de La Madrid está reflejada en la obra de teatro La Madrid, escrita por Salas Fonseca en 2005. En la obra, se ilustra cómo se señalaba a los hombres gays durante la dictadura. En una escena, un personaje llamado Ezequiel relata su experiencia al ser arrestado por graffiti anti-Noriega, destacando el trato indulgente de un oficial que, a pesar de su actitud reprimida, lo trató con una sorprendente amabilidad.

## En la actualidad
A pesar de su estilo modesto y pequeño, La Cueva se caracteriza por su ambiente animado y vibrante, atrayendo a una clientela mayoritariamente masculina. Sin embargo, a diferencia de otros locales nocturnos LGBTQ, la clientela en La Cueva presenta una mayor diversidad en términos de edad y clase social.
El bar ofrece una pequeña zona de baile donde se realizan espectáculos de drag y strippers.

## Obras
- La Madrid, (2005).